# Spektrální průtoková cytometrie
Spektrální průtoková cytometrie (spectral flow cytometry) je technikou založenou na konvenční průtokové cytometrii, kde spektrograf a vícekanálové detektory (obvykle CCD) nahrazují tradiční zrcadla, optické filtry a fotonásobící trubice (PMT). Průtoková cytometrie umožňuje rychlý sběr a analýzu víceparametrových dat na jednotlivých buňkách nebo částicích. Moderní spektrální průtoková cytometrie představuje několik možností nastavení přístrojů a analýzy dat, jejichž výběr je nakonec určen potřebami biologických aplikací. Rychlost analýzy, citlivost a spektrální rozlišení jsou často konkurenčními úvahami, které musí být vyváženy s ohledem na potřeby biologické aplikace. Pokud jde o konvenční průtokovou cytometrii, měření vysokou rychlostí znamená kratší časy měření se sníženým časem osvětlení a nekvalitním rozlišením. Při spektrální průtokové cytometrii vede vyšší rozlišení k tomu, že stejné množství světla je distribuováno na více detekčních prvků, což vede k menšímu počtu fotonů na jedno měření.
Systém s disperzním optickým systémem poskytuje jednodušší nastavení a zároveň nabízí možnost použití většího počtu parametrů měření. Konvenční systémy byly vyvinuty tak, aby nabízely vyšší počet současně měřitelných parametrů: systémy až s 19 parametry, přímý rozptyl, boční rozptyl a více fluorescenčních kanálů, ale vyžaduje to více PMT, filtru, laserů, vícenásobné fluorochromové štítky a selektivní zrcadla vlnové délky. Problém, který vzniká při pokusu o rozšíření těchto systémů na více kanálů, je kromě nákladů a provozních výzev, obecně fluorescenční charakteristiky fluoroforů. S použitím více fluorescenčných fluoroforů dochází k více překryvům a je obtížné rozlišit jednotlivé signály na různých kanálech parametrů. Použití spektrografu se spektrálními dekonvolučními algoritmy má potenciál pro komplexnější a flexibilnější přístup k vícebarevným nebo multiparametrickým analýzám.
Klíčové technologické vývoje přidaly nový impuls k vývoji spektrální průtokové cytometrie (SFC). Jedním z nich je dostupnost fluorescenčních nanokrystalů s jejich charakteristickými širokými absorpčními pásmy a relativně úzkými emisními pásmy a vývoj detektorů elektronového násobení CCD s mnohem vyšší citlivostí. Cílem systémů SFC je poskytovat vysokorychlostní analýzy a nakonec možnost třídění buněk. V současné době je míra analýz pro spektrální průtokové systémy poměrně pomalá, což bude jednou z klíčových výzev v rozvoji této technologie.

## Historie
Zájem o měření úplných fluorescenčních spekter buněk v průtokové cytometrii lze vysledovat až do počátečních dnů průtokové cytometrie, s mnoha pozoruhodnými snahami o vývoj nástrojů, které používají nejmodernější detektory, elektroniku a software. Obecně platí, že tyto počáteční snahy používaly disperzní optiku, jako jsou hranoly, aby rozptýlily světlo na detektorové pole, což bylo často omezujícím faktorem výkonu. Nejstarší zmínky o cytometrii použili přístup k měření průměrných spekter mnoha částic, zatímco pozdější detektory umožnily měření spekter jednotlivých částic. Alternativní přístupy zahrnovaly použití skenovacího monochromátora a fotonásobící trubice pro postupné měření při různých vlnových délkách, které umožnily měření průměrných populačních spekter s relativně vysokým rozlišením. Kompromisy mezi rychlostí, citlivostí a spektrálním rozlišením omezily dopad těchto časných systémů, avšak v posledních letech zlepšování optiky, detektorů a datových systémů umožnilo vývoj spektrálních průtokových cytometrů, které mohou rutinně provádět rychlé a citlivé měření s vysokým rozlišením buněk a jiných částic.

## Princip
Hydrodynamický tok tekutiny se používá jako plášť, který je zaměřen na tok s užším průměrem, který vede k oddělení buněk. Laser se používá k excitaci spektroskopicky aktivních míst buněk. Obvykle se měří dva parametry rozptylu: 1) rozptyl dopředného směru od zdroje laseru (forward scatter) a 2) rozptyl bočních ploch (side scatter). Spolu s nimi jsou detekované spektroskopické signály, které jsou obvykle fluorescenční signály z různých fluorochromů; tyto signály jsou odebírány v bočním kanálu obvykle 90° směrem ke směru excitačního laseru.
V konvenčním průtokovém cytometru jsou fluorescenční signály odděleny do zvláštních pásem za použití řady filtrů a dichroických zrcadel a každý jednotlivý kanál je měřen pomocí PMT. Avšak v spektrálním průtokovém cytometru se rozptýlené boční světlo včetně fluorescence shromažďuje a spojí do spektrografu – buď přímo nebo prostřednictvím optického vlákna – kde je celý světelný signál rozptýlen a zobrazen jako spektrum s vysokým rozlišením na CCD nebo vícekanálovém detektoru.

## Design experimentu a analýza dat
Kromě obecných úvah o návrhu a provedení konvenčních experimentů s průtokovou cytometrií, včetně titračních činidel a včetně vhodných kalibračních a kontrolních vzorků, zahrnuje spektrální průtoková cytometrie několik dalších úvah včetně spektrální kalibrace. Zatímco většina principů analýzy dat pro konvenční průtokovou cytometrii je relevantní, analýza spektrálních dat poskytuje další výzvy a příležitosti pro extrakci vzorků biologické informační formy. 

## Spektrální kalibrace
Obrazové spektrografy propojené s detektory, jako jsou CCD, jsou obecně kalibrovány pomocí nízkotlakých rtuťových, argonových a xenonových výbojek s charakteristickými a dobře charakterizovanými spektry. Získají se spektra, přidělují se „peaky“ (vrcholy) a je naměřen graf pixelů v závislosti na vlnové délce pro interpolaci spektrálního rozsahu detektoru.

## Aplikace v biologii
Vývoj biologických aplikací spektrální průtokové cytometrie je stále v počáteční fázi, přičemž většina dosud publikovaných prací je ve formě demonstračních nebo validačních studií. Důležitou první zkouškou pro přístroj je tedy analýza referenčních nebo kalibračních kuliček. Například polymerní mikrosféry impregnované různými fluorochromy byly použity k prokázání fluorescenční detekce na časné generaci spektrometrického průtokového cytometru s vysokým rozlišením. Značky pro zachycení protilátek jsou také široce používány v konvenční průtokové cytometrii pro kalibraci a jako kompenzační referenční standardy a tyto byly použity podobným způsobem pro spektrální průtokovou cytometrii. Imunofluorescenční detekce je pravděpodobně největší třídou aplikací průtokové cytometrie a bylo prokázáno použití spektrální průtokové cytometrie pro imunofluorescenci mononukleárních buněk periferní krve (PBMCs) s použitím vysokorychlostního spektrometrického průtokového cytometru na bázi PMT, stejně jako systém s pomalejší rychlostí a vysokým rozlišením .